# Revolta de València
La Revolta de València va tenir lloc el 6 d'abril de 1348, i formà part de la lluita dels Unionistes valencians contra Pere el Cerimoniós.
El rei va quedar retingut a València, i va haver de ballar de manera grotesca a la cambra reial. Amb l'aparició de la pesta a la ciutat, el rei va poder marxar a Terol, on va organitzar un exèrcit que va derrotar la Unió d'Aragó el juny a la batalla d'Èpila, i el desembre a la Unió de València a la batalla de Mislata. El rei prengué la ciutat de València i en feu executar els revoltats. També s'aplicà als derrotats uns castics cruels com el d'obligar-los a beure el bronze fos amb el qual s'havia fabricat la campana que convocava les reunions dels rebels.